# Svenstrup Sogn (Aalborg Kommune)
 For alternative betydninger, se Svenstrup Sogn. (Se også artikler, som begynder med Svenstrup Sogn)
Svenstrup Sogn er et sogn i Aalborg Vestre Provsti (Aalborg Stift).
I 1800-tallet var Svenstrup Sogn anneks til Ellidshøj Sogn. Begge sogne hørte til Hornum Herred i Ålborg Amt. Ellidshøj-Svenstrup sognekommune blev ved kommunalreformen i 1970 indlemmet i Aalborg Kommune.
I Svenstrup Sogn ligger Svenstrup Kirke.
I sognet findes følgende autoriserede stednavne:
- Flødal (bebyggelse)
- Frederikshøj Mark (bebyggelse)
- Holmen (bebyggelse)
- Kirkedal (bebyggelse)
- Lere (bebyggelse, ejerlav)
- Nørre Flødal (bebyggelse)
- Svenstrup (bebyggelse)
- Svenstrupholm (bebyggelse)
- Vester Møllevej (bebyggelse)
- Vestergårde (bebyggelse)
- Vesterhuse (bebyggelse)